# Thales Maioline
Thales Emanuelle Maioline (Araçuaí, 31 de dezembro de 1975) é um brasileiro que foi presidente de uma sociedade de investimentos de nome Firv Consultoria e Administração de Recursos Financeiros (FIRV) e Fundo de Investimento Capitalizado (FICAP). O estelionatário arrecadou cerca de 86 milhões de reais em cerca de 2 mil investidores em todo estado de Minas Gerais. Ficou preso de 11 de dezembro de 2010 até o dia 4 de junho de 2012, após seu advogado conseguir sua liberação provisória.

## Início da vida
Thales Emanuelle Maioline nasceu na cidade de Araçuaí e viveu grande parte da sua infância no Morro da Liga, localizado perto do centro da cidade. Thales, chegou a trabalhar como técnico em mineração.

## Escândalo de investimento
Em 24 de agosto de 2009 criou as empresas FIRV e FICAP, prometendo retornos mensais de 5 a 7%.
Inicialmente, o FIRV foi criado por quatro sócios, Thales Maioline, sua irmã Iany; e seu esposo, Leandro, que posteriormente foi adicionado a mais um sócio, Oséias. A empresa era dita como investidora da BMF&Bovespa. Um ano após sua fundação, o Procon da cidade de Itabira instaurou um processo de investigação no qual se comprovou que a empresa não possuía registro na Comissão de Valores Mobiliários (CVM) ou mesmo na Bovespa. O Ministério Público Federal calculou um rombo de cerca de oitenta e seis milhões de reais em duas mil pessoas.
Após um cliente ir a uma reunião em um luxuoso hotel da capital de Minas Gerais e Thales apresentar extratos bancários de noventa e quatro milhões de reais a vítima decidiu retirar o seu dinheiro de três milhões de reais. Seu sumiço ocorreu em 23 de julho de 2010, depois que foi aberto um inquérito em 27 de julho do mesmo ano com os crimes de estelionato e falsidade ideológica. Após o fato, se iniciaram as buscas de seu paradeiro pela Polícia de Minas Gerais pela Polícia Federal e pela Interpol.
Logo depois que sua prisão preventiva foi decretada, em entrevista ao jornal Estado de Minas ele disse como ocorreu a fuga: em 23 julho ele disse que iria se encontrar com um investidor na cidade de São Paulo disposto a investir vinte milhões de reais. Após ser avisado que o investidor havia cancelado a reunião com o empresário, Thales fugiu para o Terminal Rodoviário do Tietê para embarcar para a Amazônia na fronteira com a Bolívia, passando por três cidades no estado de Beni finalizando na cidade El Cafetal. Em outubro, ele entrou em contato com seus advogados na capital mineira para se entregar a polícia. Menos de 24 horas antes seu aparecimento, seu advogado Marco Antônio anunciou que o foragido iria se entregar em até 24 horas. De acordo com o mesmo, ele iria se entregar pois sua irmã e um amigo estariam sendo ameaçados de morte. No mesmo dia ele se entregou à Seccional Noroeste.
Em 13 de dezembro do mesmo ano ele prestou depoimento e disse que a empresa foi a falência por causa de uma suposta crise em 2008, dois dias após ele assumiu como sendo culpado pelos crimes. Em julho de 2011 o TJMG negou o pedido de habeas corpus de seu advogado Marco Antônio de Andrade. Após um ano e meio preso seu advogado em 4 de julho de 2012 conseguiu liberar Maioline alegando excesso no prazo para a liberação do réu. Em 10 de julho de 2012, ele e sua empresa foram multados pela CVM em quinhentos mil reais e suspenso em 10 anos.
Em abril de 2014, ele foi sentenciado a sete anos de prisão reclusa e multado em mais de 110 dias por falsificação e estelionato.

## Vida pessoal
É casado com Maria Aparecida Oliveira Santos Maioline e tem uma filha. Após sua prisão sua esposa fez um pedido de divorcio na 9ª Vara de Família na capital mineira. Após sua liberação da prisão retornou a sua casa como hóspede.